# Stroming (religie)
Een religieuze stroming is een theologische, politieke of filosofische interpretatie van een bepaalde religie die niet exclusief is gebonden aan een bepaalde Kerk, denominatie of sekte. Voorbeelden hiervan zijn christelijke stromingen en stromingen in de islam.
Mystiek-religieuze stromingen zijn onder andere het gnosticisme en kabbala.